# Kratie (provins)
Kratie är en provins i Kambodja. Den ligger i den centrala delen av landet, 180 km nordost om huvudstaden Phnom Penh. Antalet invånare är 318 523. Arean är 11 094 kvadratkilometer. Kratie gränsar till Stung Treng.
Terrängen i Kratie är huvudsakligen platt, men österut är den kuperad.
Kratie delas in i:
- Kracheh
- Srŏk Chĕt Bŭri
- Chhloung
- Preaek Prasab
- Sambour
- Snuol

Följande samhällen finns i Kratie:
- Kratié